# Rzeki na Słowacji

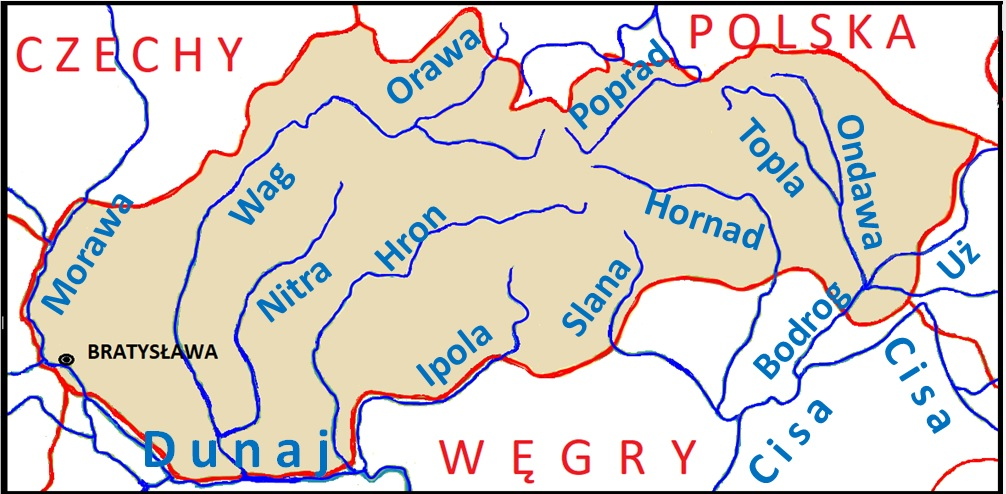
Rzeki Słowacji

## Charakterystyka
Dzisiejsza Słowacja niemal w całości leży w zlewisku Morza Czarnego i w zlewni Dunaju. Z liczącej 49 034 km² powierzchni kraju tylko 1950 km² (3,98%) należy do zlewni Wisły w zlewisku Morza Bałtyckiego. Północna granica Słowacji (z Polską i na niewielkim odcinku z Czechami) niemal w całości pokrywa się z głównym europejskim działem wodnym między zlewiskami Morza Czarnego i Morza Bałtyckiego. Na obszarze Słowacji nie ma obszarów bezodpływowych, chociaż znaczne obszary krasowych płaskowyżów (Kras Słowacko-Węgierski, Muránska planina i in.) nie mają odpływów powierzchniowych.
Na terenie Słowacji do zlewiska Wisły należą zlewnie Popradu i Dunajca, przylegające do granicy z Polską. Dunajec nie przepływa przez Słowację – jest tylko rzeką graniczną, i to na niedługim odcinku (16,6 km). Tym niemniej zbiera sporo drobnych odpływów z terenów Słowacji na północ od pasm Tatr Bielskich i Magury Spiskiej. Zlewnia Dunajca od południa graniczy ze zlewnią Popradu, który na terytorium Słowacji ma źródła i górną część biegu. Do jego zlewni należy wschodnia część Kotliny Liptowskiej i Kotlina Popradzka wraz z przyległymi częściami pasm górskich otaczających te kotliny: Magury Spiskiej, Tatr Zachodnich i Bielskich, Gór Lewockich i Gór Czerchowskich.
Cała pozostała część Słowacji należy do zlewni Dunaju, który jest największą i najważniejszą rzeką Słowacji. Słowacja ma dostęp do Dunaju na długości 172 km (od ujścia Morawy do ujścia Ipoli), z czego 7,5 km przypada na granicę słowacko-austriacką, na odcinku 22,5 km Dunaj płynie przez Słowację, po czym przez 142 km tworzy granicę słowacko-węgierską. Bezpośrednio do Dunaju uchodzą rzeki zachodniej i środkowej Słowacji, które na terenie tego kraju mają zarówno źródła, jak i ujścia – najdłuższą z nich jest Wag (403 km). Rzeki Słowacji wschodniej (w przybliżeniu na wschód od południka Tatr) należą do subzlewni Cisy. Cisa przepływa przez Słowację tylko na odcinku 6,5 km, gdzie tworzy granicę z Węgrami. Ujścia rzek wschodniej Słowacji znajdują się więc poza granicami Słowacji.
Charakter i reżim rzek Słowacji jest pochodną rzeźby powierzchni kraju, którego 63% powierzchni zajmują góry. Odpowiednio do tego niemal wszystkie rzeki mają charakter górski, a tylko dolne odcinki największych rzek, płynących przez Nizinę Naddunajską i Nizinę Wschodniosłowacką, mają charakter nizinny. Od tego schematu odbiega Mały Dunaj, który jest w całości rzeką nizinną, ale wynika to z tego, że w zasadzie nie jest to samodzielna rzeka, tylko ramię Dunaju, okalające największą w Europie wyspę rzeczną Žitný ostrov. Przeciętne roczne sumy opadów wahają się od 2000 mm na terenach górskich w zlewni Popradu i Wagu do 500 mm na obu nizinach. Stany wód są zróżnicowane w zależności od pory roku – wysokie występują w marcu i kwietniu, niskie latem i jesienią. Na Dunaju, Popradzie i Dunajcu maksima są o około dwa miesiące późniejsze.
Łączna długość zewidencjonowanych cieków wodnych Słowacji wynosi 49 775 km. Gęstość sieci rzecznej Słowacji wynosi przeciętnie 1,1 km/km² i waha się od 0,1 km/km² na terenach krasowych do 3,4 km/km² w wyższych partiach gór fliszowych. Ogólny przepływ wszystkich rzek Słowacji wynosi 3328 m³/s, z czego 2044 m³/s przypada na Dunaj, 378 m³/s – na Cisę, a 398 m³/s – na rzeki mające źródła na Słowacji.
Rzeki Słowacji nie są żeglowne (z wyjątkiem, oczywiście, Dunaju), ale mają duży potencjał energetyczny. Jest on w dużej części wykorzystany przez sieć elektrowni wodnych, z których najbardziej znane znajdują się na Dunaju w Gabčikovie oraz na Wagu (tzw. kaskada Wagu). Liczne są sztuczne jeziora, z których największe to Zemplínska šírava, Liptovská Mara i Jezioro Orawskie.
Poniżej zostały wymienione rzeki Słowacji o długości ponad 20 km.
| - Dunajec – 247 km - Białka – 40 km - Osturniański Potok – 26 km - Poprad – 168,8 km - Młynica – 20,5 km - Ľubica – 24,5 km - Biała Woda Kieżmarska – 20,9 km - Bielski Potok – 31 km - Jakubianka – 23,5 km | - Morawa – 352 km - Chvojnica – 34 km - Myjava – 79 km - Brezová – 21 km - Teplica – 34 km - Rudava – 45 km - Lakšársky potok – 23 km - Malina – 47 km - Stupavský potok – 26,5 km - Vydrica – 17 km - Wag – 403 km - Biały Wag - Czarny Wag - Belá – 23,6 km - Revúca – 33 km - Ľubochnianka – 24 km - Orawa – 60,3 km - Biała Orawa – 37 km - Mútňanka – 22 km - Hruštínka – 20,5 km - Veselianka – 20,5 km - Polhoranka – 28 km - Czarna Orawa - Jelešňa – 24 km - Cicha Woda Orawska (Oravica) – 32 km - Zázrivka – 21,5 km - Turiec – 77,4 km - Teplica – 27,5 km - Beliansky potok – 20,3 km - Varínka – 24 km - Kisuca – 66,3 km - Čierňanka – 24,3 km - Bystrica – 30 km - Rajčanka – 47,5 km - Papradnianka – 21,5 km - Domanižanka – 21 km - Marikovský potok – 22 km - Biela voda – 25 km - Vlára – 42,5 km - Teplička – 26,5 km - Drietomica – 22,5 km - Bošáčka – 21,5 km - Chocholnica – 22,3 km - Klanečnica – 25 km - Dubová – 21,5 km - Jablonka – 20 km - Dudváh – 97 km (pierwsze ramię) - Jarčie – 27 km - Nitra – 197 km - Handlovka – 32 km - Nitrica – 51,4 km - Vyčoma – 23 km - Bebrava – 47,2 km - Machnáč – 21,5 km - Svinica – 21 km - Radiša – 26 km - Livina – 24 km - Chotina – 29 km - Bojnianka – 25 km - Radošinka – 32 km - Perkovský potok – 20,7 km - Žitava – 99,3 km - Hostiansky potok – 24,5 km - Čerešňový potok – 24 km - Drevenica – 25 km - Širočina – 20 km - Liska – 22 km - Dlhý kanál – 51 km - Mały Dunaj – 128 km - Čierna voda – 41 km - Stoličný potok – 35,5 km - Dudváh – 91 km (drugie ramię) - Blava – 38 km - Krupský potok – 29,8 km - Trnávka – 42 km - Parná – 38,5 km - Gidra – 38,5 km - Hron – 289 km - Rohozná – 20,6 km - Čierny Hron – 25 km - Kamenistý potok – 25,6 km - Bystrica – 22,9 km - Slatina – 55,2 km - Hučava – 36 km - Zolná – 28 km - Neresnica – 25,5 km - Jasenica – 23 km - Rudnica – 21 km - Lutilský potok – 20,5 km - Kľak – 21,5 km - Sikenica – 45 km - Jabloňovka – 20,5 km - Podlužianka – 37 km - Vrbovec – 23,2 km - Lužianka – 25,1 km - Kvetnianka – 32 km - Paríž – 41,5 km - Ipola – 232,5 km - Suchá – 33 km - Krivánsky potok – 48,2 km - Tuhársky potok – 27,8 km - Mašková – 25 km - Tisovník – 41 km - Ľuboreč – 25,5 km - Stará rieka – 41 km - Koprovnica – 27 km - Krtíš – 36,5 km - Plachtinský potok – 35,5 km - Čebovský potok – 20,5 km - Veľký potok – 20,2 km - Krupinica – 65,4 km - Litava – 44 km - Vrbovok – 27 km - Štiavnica – 54,6 km - Klastavský potok – 30 km - Búr – 23 km | - Bodrog – 66 km - Ondawa – 144,4 km - Ladomirka – 21 km - Chotčianka – 27 km - Oľka – 41 km - Ondavka – 31 km - Topľa – 129,8 km - Kamenec – 21 km - Radomka – 30,5 km - Trnávka – 35 km - Chlmec – 35,5 km - Latorica – 188 km - Laborec – 129 km - Výrava – 26,5 km - Udava – 38,3 km - Cirocha – 56,6 km - Uż – 126,5 km - Ulička – 28 km - Zbojský potok – 21,4 km - Ublianka – 27,5 km - Čierna voda – 23,5 km - Okna – 37 km - Roňava – 50 km - Slaná – 229,4 km - Čremošná – 29 km - Štítnik – 31 km - Muráň – 48,8 km - Turiec – 46,2 km - Rimava – 85 km - Rimavica – 31 km - Gortva – 33 km - Mačací potok – 24 km - Blh – 52,5 km - Bodva – 113 km - Ida – 56,6 km - Turňa – 26 km - Hornad – 286 km - Levočský potok – 27 km - Margecianka – 22 km - Hnilec – 88,9 km - Smolník – 20 km - Svinka – 50,8 km - Torysa – 129 km - Sekčov – 44 km - Olšava – 49,9 km |